# Рансом, Прунелла
Прунелла Рансом (англ. Prunella Ransome, 18 января 1943, Кройдон, Суррей, Великобритания — 4 марта 2002, Норидж, Великобритания) — британская актриса.

## Биография
Родилась в Кройдоне, графство Суррей в семье директора школы. В 1959 году Рансом дебютировала на Вест-Энде в постановке «Джейн Эйр». В дальнейшем полгода жила в Афинах, где выступала с музыкальными номерами в кабаре. После возвращения в Великобританию она некоторое время работала в автосалоне, прежде чем в 1965 году вновь вернулась к актёрской карьере. В 1967 Рансом дебютировала на большом экране в романтической драме «Вдали от обезумевшей толпы», роль в которой принесла ей номинацию на «Золотой глобус». После главной роли в фильме «Альфред Великий», она почти больше не появлялась на киноэкранах, сосредоточившись на телевизионных проектах, где у неё были роли в сериалах «Сыщики-любители экстра класса», «Ван дер Валк», «Остров Чайка» и «Биение сердца».
У Рансом было две дочери — Шарлотта (род. 1973) и Виктория (род. 1975). В 1980 году она с семьей переехала из Лондона в Саффолк. Актриса умерла в Норидже 4 марта 2002 года в возрасте 59 лет.